# Wybory prezydenckie na Litwie w 2002 roku
Wybory prezydenckie na Litwie w 2002 roku odbyły się 22 grudnia 2002. Drugą turę przeprowadzono 5 stycznia 2003. Zakończyły się one zwycięstwem byłego dwukrotnego premiera i mera Wilna, Rolandasa Paksasa, który pokonał ubiegającego się o reelekcję Valdasa Adamkusa.
Formalnie zamiar kandydowania zgłosiło 22 osób, ostatecznie zostało zarejestrowanych 17 kandydatów.

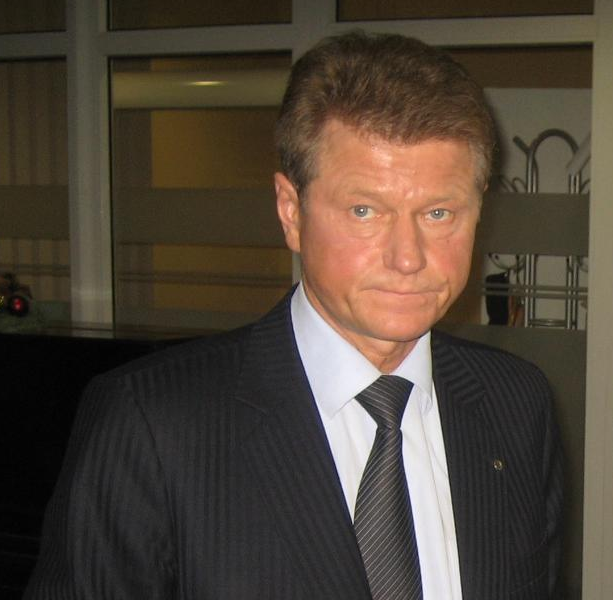

## Wyniki

### I tura
| Kandydat                | Partia                                       | Głosy     | %      |
| ----------------------- | -------------------------------------------- | --------- | ------ |
| Valdas Adamkus          | bezpartyjny                                  | 514 154   | 35,53% |
| Rolandas Paksas         | Partia Liberalno-Demokratyczna               | 284 559   | 19,66% |
| Artūras Paulauskas      | Nowy Związek (Socjalliberałowie)             | 120 238   | 8,31%  |
| Vytautas Šerėnas        | bezpartyjny                                  | 112 215   | 7,75%  |
| Vytenis Andriukaitis    | Litewska Partia Socjaldemokratyczna          | 105 584   | 7,30%  |
| Kazimiera Prunskienė    | Związek Partii Chłopskiej i Nowej Demokracji | 72 925    | 5,04%  |
| Juozas Petraitis        | bezpartyjny                                  | 54 139    | 3,74%  |
| Eugenijus Gentvilas     | Litewski Związek Liberałów                   | 44 562    | 3,08%  |
| Julius Veselka          | Litewski Związek Ludowy                      | 32 293    | 2,23%  |
| Algimantas Matulevičius | bezpartyjny                                  | 32 137    | 2,22%  |
| Kazys Bobelis           | Litewscy Chrześcijańscy Demokraci            | 27 613    | 1,91%  |
| Vytautas Matulevičius   | bezpartyjny                                  | 26 888    | 1,85%  |
| Kęstutis Glaveckas      | Litewski Związek Centrum                     | 7554      | 0,52%  |
| Vytautas Šustauskas     | Litewski Związek Wolności                    | 5372      | 0,37%  |
| Vytautas Bernatonis     | bezpartyjny                                  | 3546      | 0,25%  |
| Algirdas Pilvelis       | bezpartyjny                                  | 2074      | 0,14%  |
| Rimantas Dagys          | Socjaldemokracja 2000                        | 1264      | 0,09%  |
| Razem                   | Razem                                        | 1 447 117 | 100%   |

### II tura
| Kandydat        | Partia                         | Głosy     | %      |
| --------------- | ------------------------------ | --------- | ------ |
| Rolandas Paksas | Partia Liberalno-Demokratyczna | 777 769   | 54,71% |
| Valdas Adamkus  | bezpartyjny                    | 643 870   | 45,29% |
| Razem           | Razem                          | 1 421 639 | 100%   |